# نیهون فالکام
نیهون فالکام (به انگلیسی: Nihon Falcom) با نام اصلی نیهون فاروکمو کابوشیکی کایشا؛ (به ژاپنی: 日本ファルコム株式会社, Nihon Farukomu Kabushiki Kaisha) یک شرکت سازندهٔ بازی‌های ویدئویی ژاپنی است که اولویت خود را بر توسعهٔ بازی‌های ویدئویی نقش‌آفرینی قرارداده. از جمله برجسته‌ترین این بازی‌ها می‌توان به مجموعهٔ Ys و افسانهٔ قهرمانان اشاره‌نمود. این شرکت در سال ۱۹۸۱ تأسیس شد و آنها را به یکی از قدیمی‌ترین توسعه دهندگان بازی‌های نقش‌آفرینی تبدیل کرد که تا به امروز به کار خود ادامه داده‌اند. آن‌ها با پیشتازی در ژانر بازی‌های نقش آفرینی، صنعت بازی نقش‌آفرینی ژاپن و توسعهٔ صنعت نرم‌افزار رایانه‌های شخصی در کل ژاپن اعتبار کسب کرده‌اند.

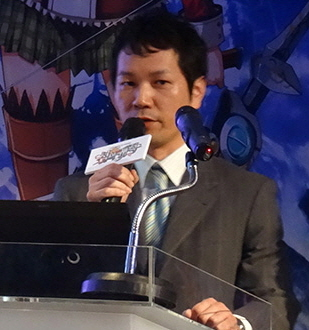
توشیهیرو کوندو رئیس شرکت در سال ۲۰۱۴

از چهره‌های مشهوری که قبلاً در شرکت فالکام فعالیت داشته‌اند می‌توان به ماکوتو شینکای و تنمن اشاره‌کرد.